# República Checa en los Juegos Paralímpicos de Sídney 2000
La República Checa estuvo representada en los Juegos Paralímpicos de Sídney 2000 por un total de 57 deportistas, 41 hombres y 16 mujeres.

## Medallistas
El equipo paralímpico checo obtuvo las siguientes medallas:
| Nombre                                                  | Deporte           | Evento                                 |
| ------------------------------------------------------- | ----------------- | -------------------------------------- |
| Oro                                                     |                   |                                        |
| Martina Kniezková                                       | Atletismo         | Disco F51-54 femenino                  |
| Roman Musil                                             | Atletismo         | Jabalina F33 masculino                 |
| Roman Musil                                             | Atletismo         | Peso F33 masculino                     |
| Milan Kubala                                            | Atletismo         | Disco F36 masculino                    |
| Martin Němec                                            | Atletismo         | Disco F55 masculino                    |
| Jiří Ježek                                              | Ciclismo en pista | 1 km contrarreloj LC2 mixto            |
| Jiří Ježek                                              | Ciclismo en pista | Persecución individual LC2 mixto       |
| Roman Musil                                             | Ciclismo en ruta  | 1,9 km contrarreloj triciclo CP2 mixto |
| Jana Hoffmanová                                         | Natación          | 50 m libre S3 femenino                 |
| Ivana Kumpoštová                                        | Natación          | 50 m braza SB14 femenino               |
| Martin Kovář                                            | Natación          | 50 m espalda S3 masculino              |
| Jolana Davídková                                        | Tenis de mesa     | Individual 10 femenino                 |
| Michal Stefanu                                          | Tenis de mesa     | Individual 4 masculino                 |
| Ivan Karabec                                            | Tenis de mesa     | Individual 10 masculino                |
| Zdeněk Šebek                                            | Tiro con arco     | Individual W1 masculino                |
| Plata                                                   |                   |                                        |
| Vladimíra Bujárková                                     | Atletismo         | Disco F37 femenino                     |
| Martina Kniezková                                       | Atletismo         | Jabalina F52-54 femenino               |
| Petr Novák                                              | Atletismo         | 100 m T11 masculino                    |
| Roman Musil                                             | Atletismo         | Disco F33 masculino                    |
| Roman Kolek                                             | Atletismo         | Disco F38 masculino                    |
| František Purgl                                         | Atletismo         | Disco F54 masculino                    |
| Josef Štiak                                             | Atletismo         | Jabalina F56 masculino                 |
| Rostislav Pohlmann                                      | Atletismo         | Jabalina F57 masculino                 |
| Martin Němec                                            | Atletismo         | Peso F55 masculino                     |
| Jiří Ježek                                              | Ciclismo en ruta  | Ruta LC2 mixto                         |
| Kateřina Lišková                                        | Natación          | 50 m espalda S5 femenino               |
| Ivana Kumpostova                                        | Natación          | 50 m espalda S14 femenino              |
| Jolana Davídková Jana Mojová Eva Peštová Michala Žáková | Tenis de mesa     | Equipo 6-10 femenino                   |
| Martin Zvolánek Tomáš Přibyl                            | Tenis de mesa     | Equipo 1-2 masculino                   |
| Pavel Čech Miroslav Cinibulk Lubomír Mašek              | Tenis de mesa     | Equipo 10 masculino                    |
| Bronce                                                  |                   |                                        |
| Aleš Švehlík                                            | Atletismo         | 5000 m T38 masculino                   |
| Michal Stark                                            | Ciclismo en pista | Persecución individual LC3 mixto       |
| Roman Musil                                             | Ciclismo en ruta  | 5,4 km contrarreloj triciclo CP2 mixto |
| Jana Hoffmanová                                         | Natación          | 50 m espalda S3 femenino               |
| Jana Hoffmanová                                         | Natación          | 100 m libre S3 femenino                |
| Vera Stillnerová                                        | Natación          | 50 m mariposa S14 femenino             |
| Kateřina Coufalová                                      | Natación          | 200 m estilos SM9 femenino             |
| Pavel Machala                                           | Natación          | 50 m libre S9 masculino                |
| Martin Kovář                                            | Natación          | 100 m libre S3 masculino               |
| Jan Povýšil                                             | Natación          | 100 m libre S4 masculino               |
| Jitka Pivarčiová                                        | Tenis de mesa     | Individual 5 femenino                  |
| Martin Zvolánek                                         | Tenis de mesa     | Individual 2 masculino                 |
| František Glazar Michal Stefanu Lubomír Trčka           | Tenis de mesa     | Equipo 4 masculino                     |